# Кларк, Анри-Жак-Гийом
Анри-Жак-Гийом Кларк (фр. Henri-Jacques-Guillaume Clarke; 17 октября 1765 — 28 октября 1818, герцог Фельтр) — французский военачальник, военный министр Наполеона I, при Реставрации — маршал Франции (3 июля 1816).

## Биография
Анри-Жак-Гийом Кларк родился 17 октября 1765 года в Ландресье; происходил из знатной ирландской фамилии.

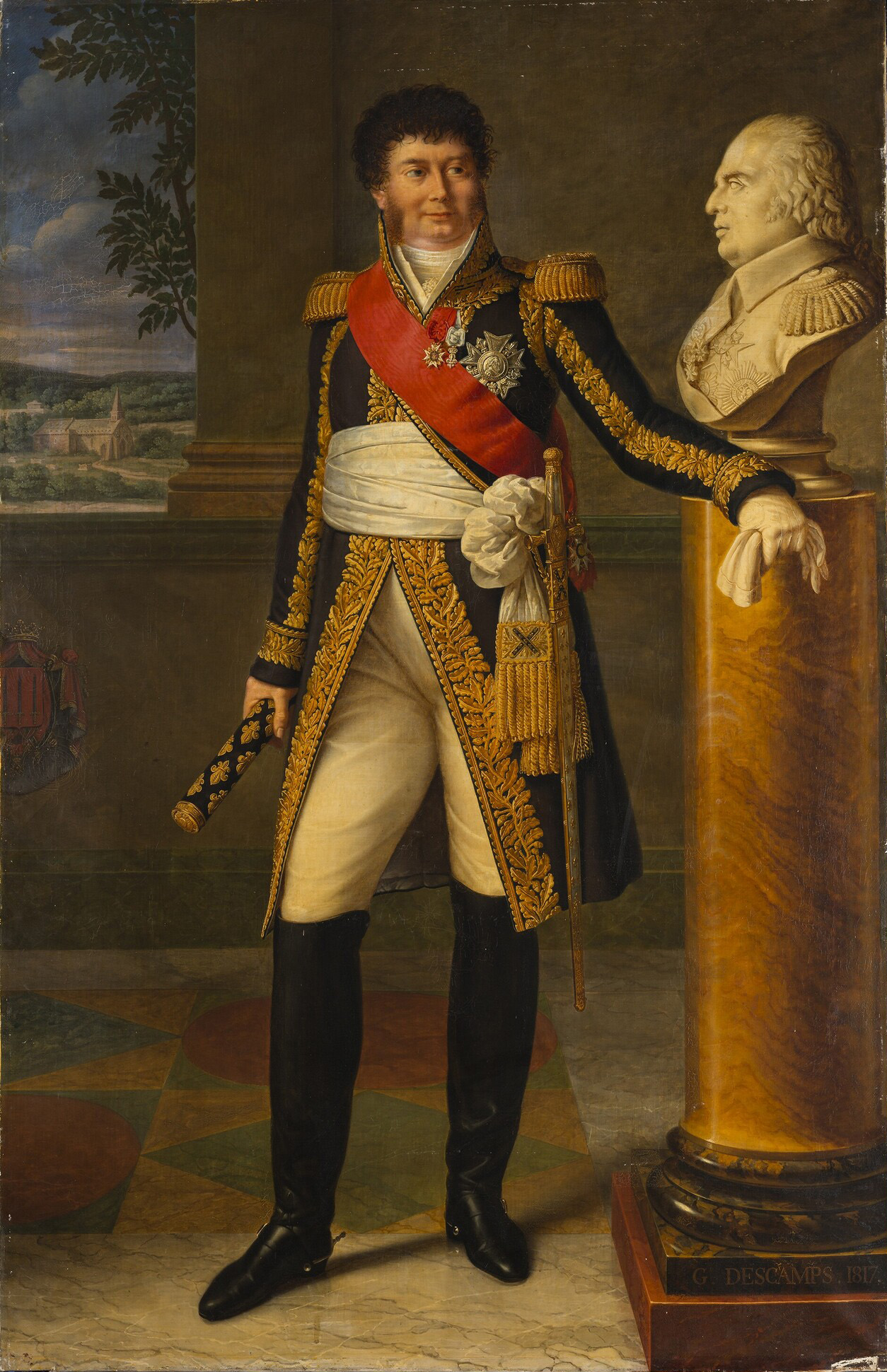
Маршал Кларк

В 1793 году командовал авангардом рейнской армии, но вскоре как дворянин был заключён под стражу. Освобождённый по завершении террора, Кларк в 1796 году был послан Директорией в Италию для наблюдения за Бонапартом, но свою задачу не выполнил, так как полностью подчинился его влиянию и за это снова был отрешен от должности. Переворот 18 брюмера дал Кларку возможность вновь вернуться на военную службу.
Во время пребывания Бонапарта в Египте Кларк жил в стороне от дел, пока ему не было поручено заключение союза с сардинским королём. В сентябре 1800 года Бонапарт послал его в Люневиль для ведения мирных переговоров. Во время войны с Австрией (1805) император поручил Кларку управление Веной, в 1806 году — Берлином, а 9 августа 1807 года назначил его Военным министром. Отличаясь исключительной работоспособностью, Анри-Жак-Гийом Кларк на этом посту в течение ряда лет почти непрерывных войн проявил отличные организаторские способности; особенно поразительна скорость, с которой он собрал 60-тысячный корпус, направленный против лорда Чатама, неожиданно высадившегося на острове Вальчерне.
В 1814 году Кларк был одним из первых, изменивших Наполеону и подавших голос за его низложение. Новая власть отставила его с министерского поста, но возвела в пэры Франции. Во время Ста дней Кларк, после перехода на сторону Наполеона военного министра маршала Сульта, вновь занял этот пост, но вскоре, сохранив верность Бурбонам, вынужден был бежать вместе с Людовиком XVIII в Гент.
С 24 сентября 1815 по 12 сентября 1817 года Кларк вновь занимал должность Военного министра.
Кларк омрачил память о себе введением превотального суда и массовым отрешением от должности старших офицеров. Подал в отставку вскоре после получения маршальского жезла.
Анри-Жак-Гийом Кларк умер 28 октября 1818 года в Нёвийер-ле-Саверне.